# Кляйн-Баркау
Кляйн-Баркау (нім. Klein Barkau) — громада в Німеччині, розташована в землі Шлезвіг-Гольштейн. Входить до складу району Плен. Складова частина об'єднання громад Прец-Ланд.
Площа — 4,19 км2. Населення становить 271 ос. (станом на 31 грудня 2020).